# Chahada
Esta página contém alguns caracteres especiais e é possível que a impressão não corresponda ao artigo original.

Chahada

Chahada ou Shahadah (do árabe: الشهادة, "testemunho"), conhecida em português também como Chacado, é o primeiro dos cinco pilares do Islamismo (arkan al-Islam).
É um juramento islâmico e credo e um dos Cinco Pilares do Islã e parte do Adhan. Diz: "Presto testemunho de que não há nenhuma divindade além de Deus, e presto testemunho de que Maomé é o Mensageiro de Deus."  A Chahada declara a crença na unidade (tawhid) de Deus e a aceitação de Maomé como mensageiro de Deus. Alguns xiitas também incluem uma declaração de crença no wilayat de Ali.  Uma única recitação honesta da Shahada é tudo o que é necessário para uma pessoa se tornar muçulmana, de acordo com a maioria das escolas tradicionais. 

## Terminologia e significado
É uma declaração que pode ser dividida em duas partes:
Texto em árabe:
- لا إله إلا الله محمد رسول الله

Transliteração:
- lā 'ilaha 'illāl-lāh an Muhammadur rasūlu llāhi.

Traduções em português:
- Não há outro deus além de Allah; Muhammad é o mensageiro de Allah.
- Não outra divindade além de Allah; Muhammad é o seu profeta.
- Não há outro deus além de Allah; Muhammad é servo e mensageiro de Allah.
- Não há deus senão Allah, e Muhammad é seu mensageiro.

Alguns muçulmanos xiitas acrescentam o Alīyun wali Allah (Ali é o delegado de Alá ou Ali é amigo de Alá)[carece de fontes?].
A recitação da Chahada com a máxima sinceridade é tudo quanto é necessário para que uma pessoa se converta ao Islão. É o testemunho mais estimulado no islamismo, onde recomenda-se aos muçulmanos piedosos repitam inúmeras vezes durante a sua vida. É costume que um muçulmano a proclame durante o tashahud, ao recordar-se de Deus, no seu leito de morte; são também as primeiras palavras que um muçulmano diz quando se levanta de manhã e antes de se deitar à noite; e também é proclamada quando se chama à oração (adhan); entre outros.
A recitação da Shahadah é a declaração de fé mais comum para os muçulmanos. Os Sunitas, os Xiitas  Duodecimanos, bem como Ismaelitas consideram-no como um dos Cinco Pilares do Islã. É sussurrado pelo pai no ouvido de uma criança recém-nascida e é sussurrado no ouvido de uma pessoa que está morrendo. Cada uma das cinco orações canônicas diárias inclui uma recitação da Chahada. A recitação da Chahada também é o único passo formal na conversão ao Islã. Esta ocasião atrai frequentemente testemunhas e por vezes inclui uma celebração para acolher os convertidos na sua nova fé. De acordo com a importância central desempenhada pela noção de intenção (árabe: نِيَّة, niyyah) na doutrina islâmica, a recitação da Chahada deve refletir a compreensão de sua importância e sinceridade sincera. A intenção é o que diferencia os atos de devoção dos atos mundanos e uma simples leitura da Chahada da invocação dela como uma atividade ritual.  

## Condições para aChahada

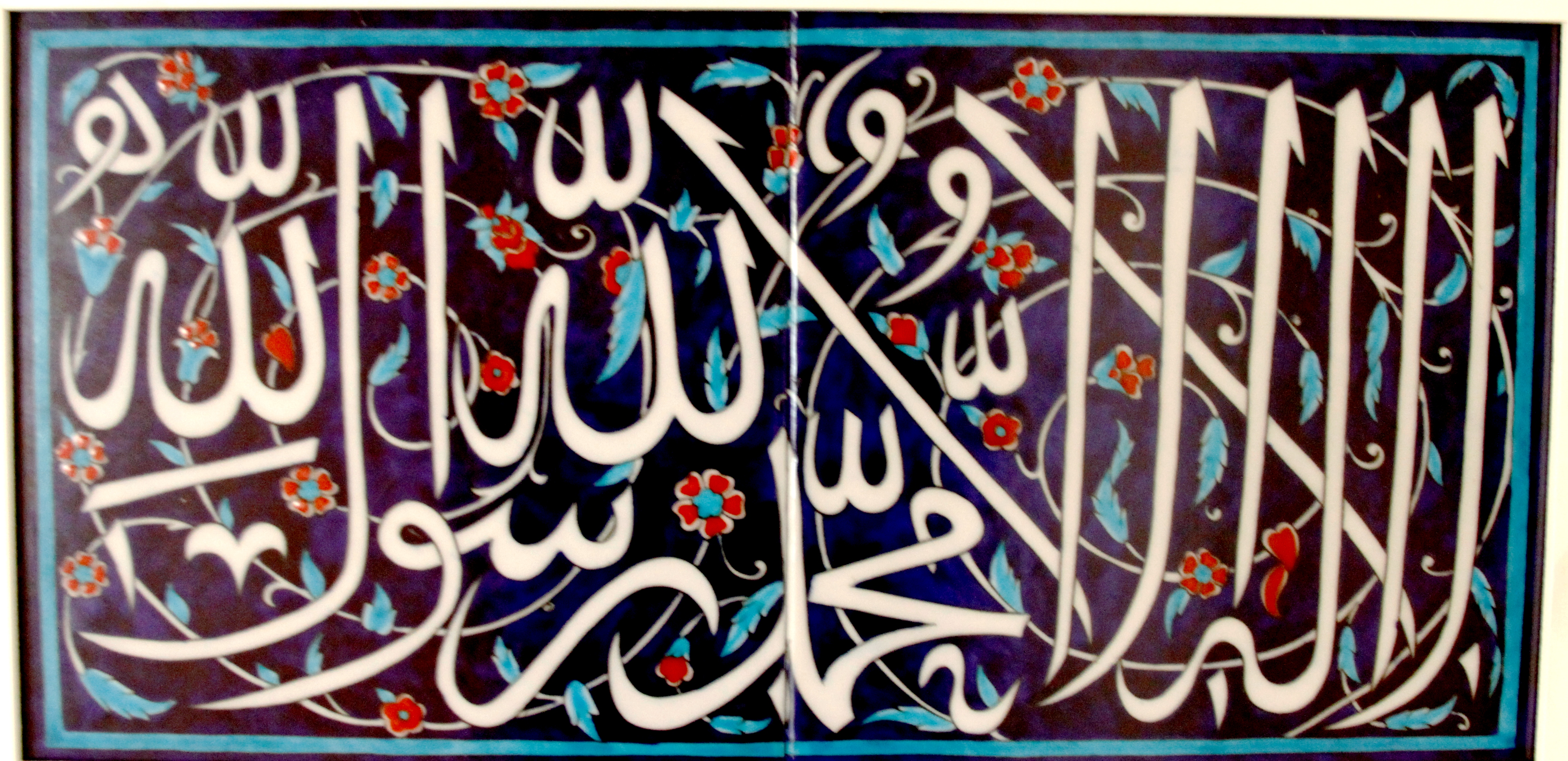
Cerâmica de Iznik com a Shahadah

São 3 requisitos para que seja proferida :
- A crença de que Alá é o verdadeiro Deus, aos quais todas as salat ou qualquer devoção deve ser dirigida a Ele.
- A crença de que Alá é o Criador e Senhor de todas as coisas existentes neste e nos outros mundos, Ele é quem os sustenta, sendo Dele é de onde origina a vida e da morte, o Único Governante e Legislador.
- A crença de que Alá possui atributos da perfeição e que Ele não possui imperfeições, tampouco atributos humanos, como por exemplo, ser pai, mãe ou filho.

## Origem
Embora as duas declarações da Chahada estejam ambas presentes no Alcorão (por exemplo, 37:35 e 48:29), eles não são encontrados lado a lado como na fórmula Chahada, mas estão presentes nos Hadiths.    Versões de ambas as frases começaram a aparecer em moedas e na arquitetura monumental no final do século VII, o que sugere que não havia sido oficialmente estabelecida como uma declaração ritual de fé até então. Uma inscrição na Cúpula da Rocha (692) em Jerusalém diz: "Não há divindade senão somente Deus; Ele não tem parceiro com ele; Maomé é o Mensageiro de Deus". Outra variante aparece em moedas cunhadas após o reinado de Abdal Maleque ibne Maruane, o quinto califa omíada: "Maomé é o Servo de Deus e Seu mensageiro".  Embora não esteja claro quando a Shahada começou a ser de uso Sahih Muslim comum entre os muçulmanos, está claro que os sentimentos que ela expressa faziam parte do Alcorão e a doutrina islâmica desde o período mais antigo. 

## No Sufismo
A Chahada é tradicionalmente recitada na cerimônia sufi de dhikr (Árabe: ذِکْر, "lembrança") , um ritual que lembra mantras encontrados em muitas outras tradições religiosas. Durante a cerimônia, o canto da Chahada às vezes fornece um fundo rítmico para cantar. pode ser repetido milhares de vezes, às vezes na forma abreviada da primeira frase onde a palavra 'Alá' (“Deus”) é substituído por 'huwa' ("Ele").  

## Em arquitetura e arte
A Chahada aparece como um elemento arquitetônico em edifícios islâmicos em todo o mundo, como aqueles em Jerusalém, Cairo e Istambul. No Final da Idade Média e da Renascença, a arte europeia demonstra um fascínio pelos motivos do Médio Oriente em geral e pelo A escrita árabe em particular, conforme indicado pelo seu uso, sem preocupação com seu conteúdo, em pintura, arquitetura e ilustrações de livros.  

## Bandeiras
A Chahada encontra-se em inúmeros locais dentro dos países islâmicos, tais como na bandeira da Arábia Saudita, país onde se localizam dois locais sagrados do Islão, as cidades de Meca e de Medina. 
A Chahada é encontrada em algumas bandeiras islâmicas. Por exemplo, Wahhabis a usam em suas bandeiras desde o século 18. Em 1902, Ibn Saud, líder da Casa de Saud e o futuro fundador da Arábia Saudita, adicionou uma espada a esta bandeira. inscrita em branco na faixa verde. Chahada tem uma faixa horizontal verde, branca e vermelha com o Bandeira da Somalilândia A foi introduzida em 1973.  

A bandeira do Afeganistão sob o Talibã é uma bandeira branca com Shahada inscrito em preto. As várias bandeiras negras jihadistas usadas pelos insurgentes islâmicos desde a década de 2000 seguiram frequentemente este exemplo. A Shahada escrita em um fundo verde tem sido usada por apoiadores do Hamas desde cerca de 2000. Em 2004 O projeto de constituição do Afeganistão propôs uma bandeira com a Chahada em escrita branca centrada em um fundo vermelho. Em 2006, o Estado Islâmico do Iraque e do Levante desenhou a sua bandeira usando a Chahada frase escrita em branco sobre fundo preto. A fonte usada é supostamente semelhante à fonte usada como selo nas cartas originais escritas em nome de Maomé. 